# Hội Nghệ nhân và Thương hiệu Việt Nam
Hội Nghệ nhân và Thương hiệu Việt Nam là tổ chức xã hội nghề nghiệp phi chính phủ phi lợi nhuận của những người và tổ chức, doanh nghiệp hoạt động trong lĩnh vực tiểu thủ công nghiệp, công – nông nghiệp, thương mại dịch vụ, khoa học kỹ thuật, văn hóa xã hội... tại Việt Nam. Hội có tên giao dịch tiếng Anh là Vietnam Artisan and Trademark Association, viết tắt là VATA.
Ban vận động thành lập Hội bắt đầu hoạt động năm 2013, và sau đó Bộ Nội vụ ban hành Quyết định số 992/QĐ-BCT ngày 3 tháng 9 năm 2013 về cho phép thành lập Hội Nghệ nhân và Thương hiệu Việt Nam. Đại hội của Hội lần thứ 1 nhiệm kỳ 2013-2018 đã tiến hành ngày 29 tháng 11 năm 2013 tại Hà Nội . Điều lệ Hội hiện hành được phê duyệt tại Quyết định số 244/QĐ-NV ngày 21 tháng 3 năm 2014 .
Trụ sở Hội đặt tại địa chỉ Phòng 809 Cung Trí thức thành phố, số 1 Tôn Thất Thuyết, quận Cầu Giấy, Hà Nội.

## Mục tiêu
Mục tiêu của Hội là đoàn kết tập hợp, giúp đỡ các nghệ nhân và những người hoạt động trong các lĩnh vực tiểu thủ công nghiệp, công nông nghiệp, thương mại, dịch vụ, khoa học kỹ thuật, văn hóa xã hội để phát triển thương hiệu, nâng cao trình độ chuyên môn, hiệu quả sản xuất kinh doanh.
Hội tham gia bảo vệ các sản phẩm trí tuệ, thương hiệu của mình là nhu cầu hết sức chính đáng cần được đáp ứng đối với bất kỳ cá nhân, doanh nghiệp nào khi tham dự vào thị trường trong và ngoài nước .

## Sự kiện bất cập

### Sự kiện bằng khen âm nhạc 2017
Tháng 8/2017 trên mạng lan truyền hình ảnh một bằng khen của Hội tặng cho một ca sĩ có ghi danh xưng là "Giáo sư âm nhạc – ca sĩ" trong khi ca sĩ này chưa hề có chức danh "Giáo sư" như vậy. Sự việc gây xôn xao dư luận, và ngày 23/8/2017 Bộ Công Thương yêu cầu Hội báo cáo về việc phong giáo sư cho ca sĩ đó.
Hội Nghệ nhân và Thương hiệu khẳng định không phong giáo sư cho ca sĩ , mà theo báo Tiền Phong Online thì chỉ là kết quả của lối làm việc tùy tiện, hồn nhiên, hài hước .
Hội khắc phục bằng cách rà soát lại việc cấp bằng khen theo quy định tại Luật Thi đua, khen thưởng số 13/2003/QH11 ngày 26/11/2003, Luật số 39/2013/QH13 ngày 1/6/2013 của Quốc hội về sửa đổi, bổ sung một số điều của Luật Thi đua, khen thưởng và quy chế số 68/QC-VATA ngày 12/11/2014 của Hội Nghệ nhân và Thương hiệu Việt Nam, và tiến hành hủy bỏ cụm từ "giáo sư âm nhạc" ghi trong bằng khen mà Hội cấp cho ca sĩ đã nêu .

### Sự kiện Hội nhập quốc tế tại Myanmar 2018
Tháng 3/2018 Đại sứ quán Việt Nam tại Myanmar kết hợp với Bộ Văn hóa và các Vấn đề Tôn giáo Myanmar, cùng Hội Nghệ nhân và Thương hiệu tổ chức chương trình "Vinh danh thương hiệu hoạt động văn hóa và hội nhập quốc tế" tại Myanmar , và do vì cùng chung một ông Lê Ngọc Dũng làm chủ tịch nên Hội Mỹ nghệ Kim hoàn Đá quý Việt Nam cũng đứng tên tham dự sự kiện.
Tuy nhiên tham gia vào đoàn có những người biểu diễn hát văn hầu đồng. Đến tháng 5/2018 thì "tiền công, lộc của những người biểu diễn hầu đồng đã được BTC thu để trả cho những người hát văn, nhưng xong chương trình, BTC lại biện lý do chương trình bị lỗ, nên đòi "cung văn phải thông cảm, ủng hộ". Các diễn viên vốn không phải là nhà kinh doanh hay thương hiệu, nay phải bỏ hàng chục triệu mỗi người để đi biểu diễn và khi không được thanh toán thì đã phải lên tiếng "Hội nghệ nhân và thương hiệu Việt Nam bị tố "xù tiền công" trong chuyến đi "vinh danh" tại Myanmar?" .
"Chúng tôi phải vay mượn tiền để đóng tiền cho BTC, tổng số tiền cho 5 người là 40 triệu. Bởi tin vào uy tín của Hội Nghệ nhân và Thương hiệu Việt Nam nên chúng tôi rất sốt sắng cho chuyến đi này. Nếu không mất tiền để đi thì chúng tôi cũng coi như đó là một chuyến du lịch và phát tâm làm công cho chương trình. Đằng này, vừa mất tiền đi, vừa không được trả tiền công"

### Chung kết trao giải "Nữ Hoàng thương hiệu Việt Nam năm 2019"
Theo thông tin được giới thiệu, "Chung kết và trao giải Nữ hoàng thương hiệu Việt Nam" do Hội Nghệ nhân và Thương hiệu tổ chức sẽ diễn ra từ 18h - 22h ngày 13-7 tại Cung Văn hóa lao động hữu nghị Việt - Xô, Hà Nội. Khách mời là Nữ hoàng văn hóa tâm linh, Nữ hoàng thực phẩm... sẽ tham gia vào sự kiện thảm đỏ để Ban tổ chức tìm kiếm ra danh hiệu "Nữ hoàng thảm đỏ".
"Trước đó, ông Tô Văn Động, Giám đốc Sở VH-TT Hà Nội, cũng gửi công văn hỏa tốc báo cáo UBND TP.Hà Nội về việc tổ chức chương trình Tôn vinh Nữ hoàng thương hiệu Việt Nam 2019.
Theo đó, Sở này nêu rõ, hiện chưa có đủ cơ sở để khẳng định chương trình Tôn vinh Nữ hoàng thương hiệu Việt Nam 2019 là cuộc thi người đẹp. Việc tôn vinh Nữ hoàng thương hiệu Việt Nam 2019 theo Đề án của Hội Nghệ nhân và Thương hiệu Việt Nam và Công ty CP Xuất nhập khẩu ô tô Ngọc Minh có dấu hiệu của việc xét tôn vinh danh hiệu và trao giải thưởng cho doanh nhân và doanh nghiệp. Hoạt động này thuộc lĩnh vực quản lý của ngành nội vụ và ngành công thương.
Sở  VH-TT Hà Nội cũng cho biết, chương trình không thuộc thẩm quyền quản lý của ngành văn hóa. Tuy nhiên, với trách nhiệm chung, Sở đã yêu cầu Công ty CP Xuất nhập khẩu ô tô Ngọc Minh phải thực hiện đúng, đầy đủ các quy định của pháp luật liên quan đến việc tổ chức chương trình "Tôn vinh Nữ hoàng thương hiệu Việt Nam 2019", nếu tổ chức chương trình tôn vinh danh hiệu và trao giải thưởng cho doanh nhân, doanh nghiệp phải thực hiện đúng Quyết định số 51/2010/QĐ-TTg của Thủ tướng, có nghĩa là chương trình phải được sự cho phép của Thủ tướng Chính phủ."

## Đánh giá
Ông Phạm Tất Thắng, Phó Chủ nhiệm Uỷ ban VH,GD,TN,TN&NĐ của Quốc hội: "Theo tôi, nếu Hội Nghệ nhân và Thương hiệu Việt Nam chính là tác giả của việc loạn danh hiệu "Nữ hoàng" thì Hội này cần nghiêm túc xem xét các cuộc thi, việc trao danh hiệu do mình tổ chức đã tuân thủ đúng quy định của pháp luật chưa. Đồng thời phải có câu trả lời chính thức trước công luận.".
Nhà văn Chu Lai: "Người ta nói rằng, có những hội tồn tại trên đời này chỉ cần có chút vật chất "bơm" vào, thậm chí mua các danh hiệu bằng vật chất, nhưng đó là quan điểm thiếu hiểu biết. Chả nhẽ trên đời này, một hầu bao lại có thể mua được khát vọng một đời người về trí tuệ. Tôi cho rằng, Hội Nghệ nhân và Thương hiệu Việt Nam với sự "sắc phong" tùy tiện này có nên tồn tại nữa hay không?" "Đơn vị chuyên môn về công thương, công nghiệp, kinh doanh, sản xuất lại có quyền phong danh hiệu "giáo sư âm nhạc" chẳng phải là đang biến danh hiệu, trí tuệ nghệ thuật thành mặt hàng kinh doanh trên thị trường sao. Điều này không chỉ xúc phạm đến những giáo sư, nhà văn hóa, nhà nghiên cứu âm nhạc mà còn xúc phạm đến những người có lương tri ở cuộc đời này." "Những gì mình không có thì không bao giờ được nhận. Những gì mình không được phép phong thì không bao giờ được hạ bút phong. Đồng tiền là vĩ đại nhưng đồng tiền mà "réo" vào lòng người, làm thay đổi giá trị đạo đức và nền tảng tư duy thì không bao giờ chấp nhận được". 